# Röda Lacket (musikgrupp)
Röda Lacket var en svensk musikgrupp.
Röda Lacket, som var hemmahörande i Göteborg, bildades 1971 och bestod av Göran Folkestad (sång, keyboards), Igor Janco (gitarr), Lars Folkerman (trumpet), Claes Palmkvist (trumpet, fiol, sång), Thomas Lindbjer (bas, flöjt, sång) och Sten Gromark (trummor). År 1974 utgav bandet det självbetitlade albumet Röda Lacket (Ljudspår EFG-5012087) för vilket Bo Anders Larsson var producent. Detta album innehåller till hälften instrumental jazzrock och till hälften vänsterpolitiska texter i kombination med varierande musikstilar. 
Folkerman och Lindbjer medverkade även på Tomas Ernviks projekt Rockoratoriet brinnande, medan Igor Janco bland annat spelade på Änglabarns album. Folkestad gjorde sig senare känd bland annat genom sitt deltagande i Melodifestivalen 1984 tillsammans med Lotta Pedersen, senare känd som Lotta Engberg.